# مترو: لاست لايت
مترو: لاست لايت (بالإنجليزية: Metro: Last Light) ، هي لعبة إلكترونية من نوع تصويب منظور الشخص الأول، طورت من قبل شركة آيه فور جيمز الأوكرانية، ونشرها شركة ديب سيلفر الألمانية عام 2013م.

## قصة اللعبة
تحدث القصة عن تعرض العاصمة الروسية موسكو لضربة نووية عام 2013م، وحين كان بطل اللعبة في ذلك الوقت طفلاً صغيراً، وبعد الضربة النووية عاش الطفل مع الصغار في مرحلة بعد الضربة النووية التي دمرت روسيا بالكلية، وحينما أصبح بطل اللعبة شاباً عام 2033م، يتوقع البطل ان يواجه أخطر الأعداء وهم الوحوش الذين يفترسون من تبقى من الضحايا الروس، وانتشار ظاهرة النازيين الجدد سيئة الصيت.

## ملاحظة اللعبة
في ظهور أعداء من النازيين الجدد والتي تسمى قصة اللعبة «الرايخ الرابع» ظهر الحرف الراء باللغة الألمانية "R" بدلاً من الشعار النازي الشهير سواستيكا والتي صنعه حكومة الرايخ الثالث الألمانية (1933-1945) وطبع عليها بالخط الألماني عبارة الرايخ "Reich".